# Stadttheater Herford

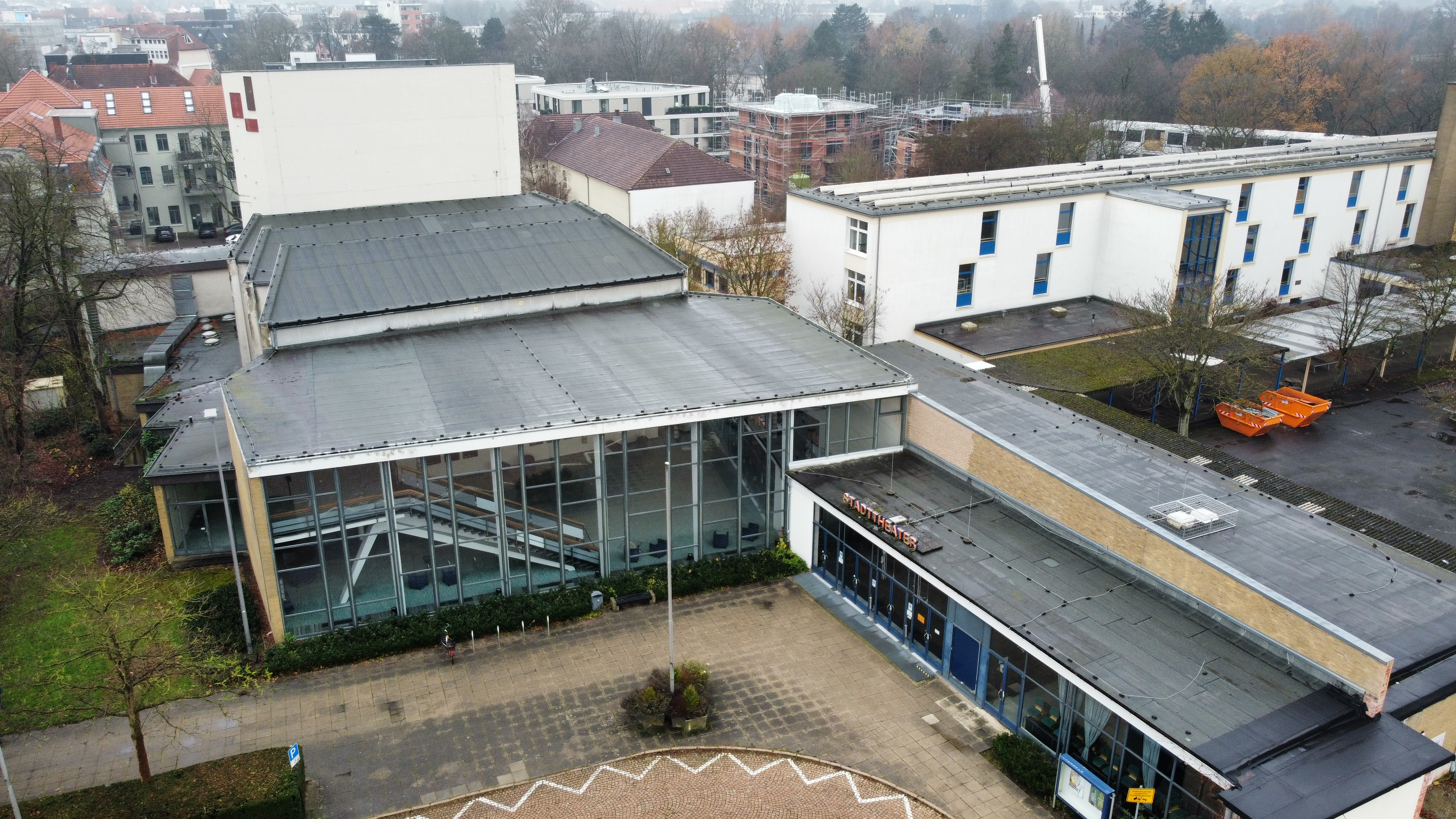
Stadttheater Herford

Das Stadttheater Herford ist ein Theater ohne eigenes Ensemble in der Stadt Herford mit 692 Plätzen. Das Haus wird ausschließlich für Gastspiele anderer Bühnen genutzt.

## Angebote
Das Stadttheater ist ein reines Gastspielhaus. Seit der Eröffnung hat es immer ein reiches Spielplanangebot mit mehreren Abonnementringen gegeben. Mit über 80 Vorstellungen im Jahr ist es in der Stadt und in der Region Ostwestfalen fest verankert. Seit 1998 engagiert sich ein Förderverein für das Stadttheater Herford. In den 1960er und 1970er Jahren waren fast alle Vorstellungen ausverkauft, so dass das Theater über mehrere Jahre zu den bestbesuchten deutschen Gastspielhäusern gehörte. Dieses war auch dem damaligen jahrelangen Theateramtsleiter Heinz Schön zu verdanken, der jedes Jahr ein höchst attraktives Programm zusammenstellte. Ihm gelang, namhafte Persönlichkeiten wie Inge Meysel und Dieter Hildebrandt nach Herford zu holen.
Geboten werden seit der Eröffnung Schauspiele, Opern, Operetten, Musicals, Ballett, Kindertheater, Kabarett (Münchner Lach- und Schießgesellschaft, Dieter Hildebrandt), Musikveranstaltungen (Jazz, Musikcorps, Blasorchester) aber auch Aufführungen von Laienspielgruppen. Durch das Engagement von überwiegend deutschsprachigen Gastspielbühnen sind fast alle Bühnenschauspieler von internationalem Rang in Herford aufgetreten.
Das Programm ist in Abonnementringen organisiert. Angeboten werden aktuell drei Ringe im Bereich Schauspiel (Schauspiel, Theater ganz anders, Komödie & Krimi) sowie zwei Ringe im Bereich Musik (Oper, Tanz und mehr sowie Operette und Musical). Die Abonnements können als Fest-Abo oder als Wahl-Abo (mit freier Zusammenstellung) genutzt werden. Der Freie Verkauf für die kommende Saison beginnt in der Regel im August eines Jahres.
Seit vielen Jahren werden im Foyer auch kleinere Aufführungen, Matineen, Kindervorstellungen und Ausstellungen für bis zu 120 Zuschauer durchgeführt.
Weitere Theateraufführungen, Lesungen, Kleinkunst und Schulveranstaltungen können in einem Studio mit maximal 80 Plätze stattfinden, wobei die Bestuhlung variabel ist.
Darüber hinaus steht das Theater für verschiedene Sonderveranstaltungen zur Verfügung.

## Geschichte
Mit Unterbrechungen gibt es seit 1874 Theater in Herford. 1908 hatte die Stadt Herford den Saalbau des Bürgervereins neben dem Postamt an der Straße Auf der Freiheit übernommen, hatte diesen aber wegen baulicher Mängel 1913 schließen müssen und konnte ihn erst nach der Sanierung 1921 wieder öffnen und dann bis zur Schließung 1933 und der Zerstörung 1944 durch Bombentreffer als Stadttheater betreiben. Von 1945 bis 1950 wurden die Theateraufführungen im Kino Capitol an der Elisabethstraße durchgeführt. Zu dieser Zeit gab es in der Stadt das selbstständige Ensemble „Neues Theater Herford“. Danach wurde bis 1961 der kleine Saal des Schützenhofes an der Stiftbergstraße als provisorisches Theater benutzt.
Das heutige Gebäude des Paderborner Architekten Franz Allerkamp wurde am 23. September 1961 mit einem Gastspiel des Landestheaters Detmold mit der Oper „Der Freischütz“ von Carl Maria von Weber eröffnet. Es steht an der Mindener Straße auf dem Gelände des Lübberbruchs, auf dem bis dahin die Herforder Kirmes- und Zirkusveranstaltungen durchgeführt wurden. Das Theater wurde zusammen mit dem Ravensberger Gymnasium gebaut, das direkt neben dem Theater liegt. Um beim Bau der Schule die Aula einzusparen, dient das Theater gleichzeitig als Schulaula. Mehrere Jahre nach der Einweihung des Theaters wurde auch die Schulorgel des Ravensberger Gymnasiums, die sich bis dahin noch im ehemaligen Schulgebäude des Gymnasiums am Münsterkirchplatz befand, in das Theater eingebaut. Sie befindet sich – aus Sicht der Zuschauer – auf der linken Seite vor der Bühne hinter der Wandverkleidung.
1984 wurde der Zuschauerraum generalrenoviert, die Bühne wurde im Jahr 2008 erneuert.
Mit Ausnahme des Zeitraumes zwischen 1992 und 1998, als es ein kleines eigenes Ensemble gab, wurde das Theater ausschließlich als Gastspielhaus geführt. Am 22. September 1995 wurde mit „Love Letters“ zusätzlich ein Studiotheater im Bereich des Theatercafés eröffnet.
Seit 2005 steht das Theatergebäude unter Denkmalschutz.
Aufgrund des hohen Sanierungsbedarfs plant die Stadt Herford unter der Bezeichnung OWL-Forum einen Theaterneubau in der Nähe des Güterbahnhofs. Der Rat der Stadt Herford sprach sich in einer Ratssitzung am 8. März 2024 gegen eine Ausschreibung eines Architektenwettbewerbes aus.

## Sitzplätze
Beim Bau des Theaters gab es 706 Plätze, von denen jedoch 14 Plätze zugunsten einer Licht- und Tontechnikanlage zurückgebaut wurden, so dass es heute nur noch 692 Plätze und vier Stellplätze für Rollstuhlfahrer hat. 512 Plätze befinden sich im Parkett und 184 im Rang.
Im Studio ist eine flexible Bestuhlung für höchstens 80 Personen möglich.
Im Foyer können bis zu 120 Stühle aufgestellt werden.

## Gebäude

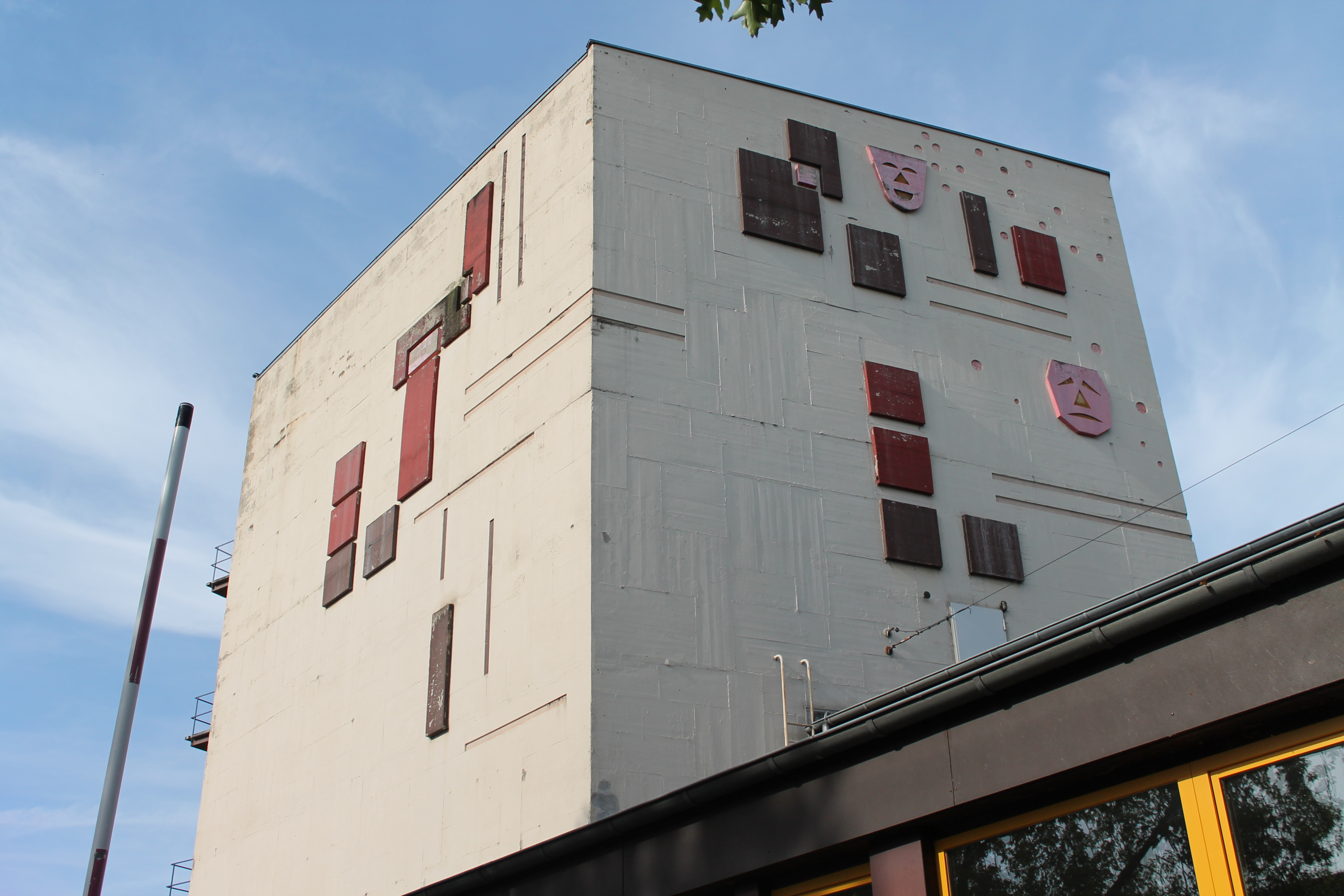
Theaterturm (2011)

Der Bühneneingang und die Zufahrt für die Lkw mit den Kulissen befinden sich auf der Südseite des 19,50 m hohen betonierten Theaterturms, der die gesamte Technik aufnimmt und an seinen kahlen Außenwänden mit Theatermasken und farbigen Rechtecken geschmückt ist. Daran schließt sich der eigentliche 450 Quadratmeter große Theatersaal an, der in der Gestaltung von drei scheibenartigen und ineinander geschobenen Segmenten bestimmt wird und dem das hohe Foyer mit Flachdach und einem anschließenden niedrigem Flügelbau vorgelagert ist. Der gesamte Bau besteht aus einer Stahlbetonkonstruktion, die sowohl im Äußeren wie im Inneren sichtbar blieb und nur teilweise verkleidet wurde.
Das 480 Quadratmeter große Foyer besteht aus einer weiten und mit einer großen sechsteiligen und leicht zur Mindener Straße abgewinkelten Fensterfront nur zum Vorplatz geöffneten Halle, die den Blick in das weite, von einem blauen Teppichboden und leichte, von der Decke herabhängende Lampen bestimmte Innere und die elegant geschwungene, frei schwebende Treppe mit anschließender Galerie zur Erschließung der Zuschauergalerie des Theatersaals freigibt. An das Foyer schließt im rechten Winkel ein niedriger eingeschossiger Bauteil an, in dem sich der Zugang mit Windfang und Kasse sowie rückwärtig ein großzügiger Raum mit Garderobe sowie gegenüber den Eingängen zum Foyer ein „Erfrischungsraum“ (das spätere sog. Theatercafé) befinden.

## Ausstattung
Die Tiefe der Bühne beträgt vom Vorhang bis zur Bühnenkante 4,70 m und vom Vorhang zur hinteren Wand 11,55 m. Im Bereich des Vorhangs gibt es einen eisernen Vorhang, der im Brandfall heruntergelassen werden kann. Auf der Bühne und im Zuschauerraum gibt es insgesamt 51 Scheinwerfer. Eine Klimaanlage ist nicht vorhanden.
Der Orchestergraben, der dadurch entsteht, dass die Bühnenbretter der Vorbühne entfernt werden, ist 35 Quadratmeter groß und bietet Platz für 40 Musiker. Die Kopfhöhe beträgt, 2,30 m. Zur Ausstattung des Theaters gehört ein Klavier. Seit 2021 ist der Orchestergraben nicht mehr, aufgrund von der Kubatur, nutzbar.
Die Studiobühne ist 10 Meter breit, 5 Meter tief und 3 Meter hoch. Das Podest ist 40 Zentimeter hoch. Die Bühne hat keinen Vorhang. Im 240 Quadratmeter großen Studio gibt es eine mobile Lichtanlage.
Seitlich der Hauptbühne befinden sich zwölf Garderoben für 72 Personen, ein Orchesterzimmer für 40 Personen und ein Aufenthaltsraum für sechs Techniker.

## Organisation und Leitung
Das Stadttheater Herford wird als rechtlich unselbstständige Sparte der Kultur Herford gGmbH betrieben. Diese ist eine Tochtergesellschaft der Herforder Beteiligungsgesellschaft mbH (HBG GmbH).
Seit September 2023 leitet Marlies Leibitzki das Theater. Das Theaterbüro befindet sich im Gebäude der Stadtbibliothek am Linnenbauerplatz 6.